# Liste der Städte in Nevada
Die Liste der Städte in Nevada enthält alle Orte im US-Bundesstaat Nevada. Hauptstadt des Staates ist Carson City, die von der Einwohnerzahl her zehntgrößte Stadt Nevadas.

## Alphabetisch
| - Austin - Battle Mountain - Beatty - Boulder City - Carson City - Dayton - Echo Bay - Elko - Ely - Eureka - Fallon - Fernley - Gabbs | - Gerlach - Hawthorne - Henderson - Jackpot - Las Vegas - Lathrop Wells - Laughlin - Lovelock - Mercury - Mesquite - Minden - North Las Vegas - Pahrump | - Reno - Round Mountain - Ruth - Sparks - Tonopah - Valmy - Verdi - Wells - Winnemucca - Yerington - Yucca Flat - Zephyr Cove |

## Größte Städte

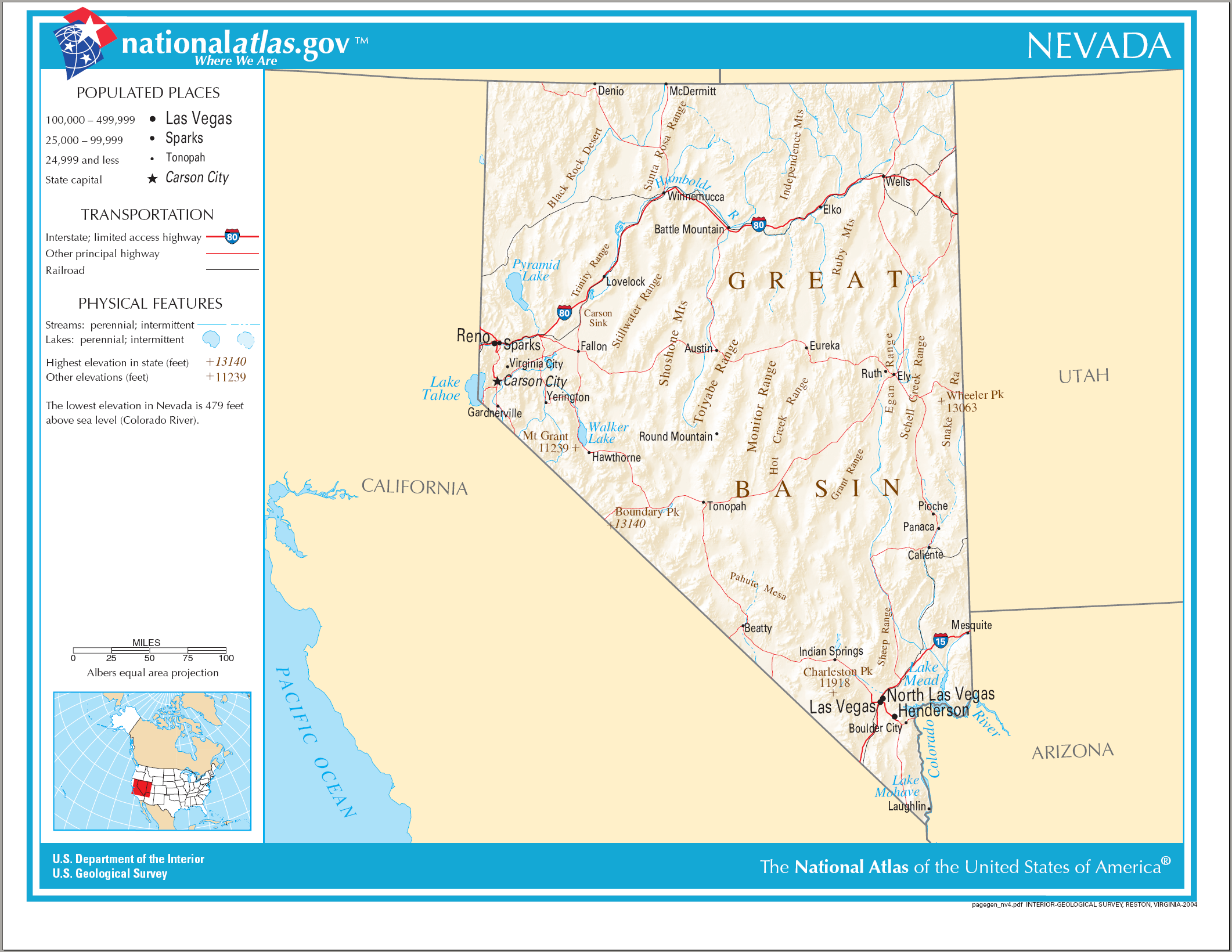
Karte von Nevada

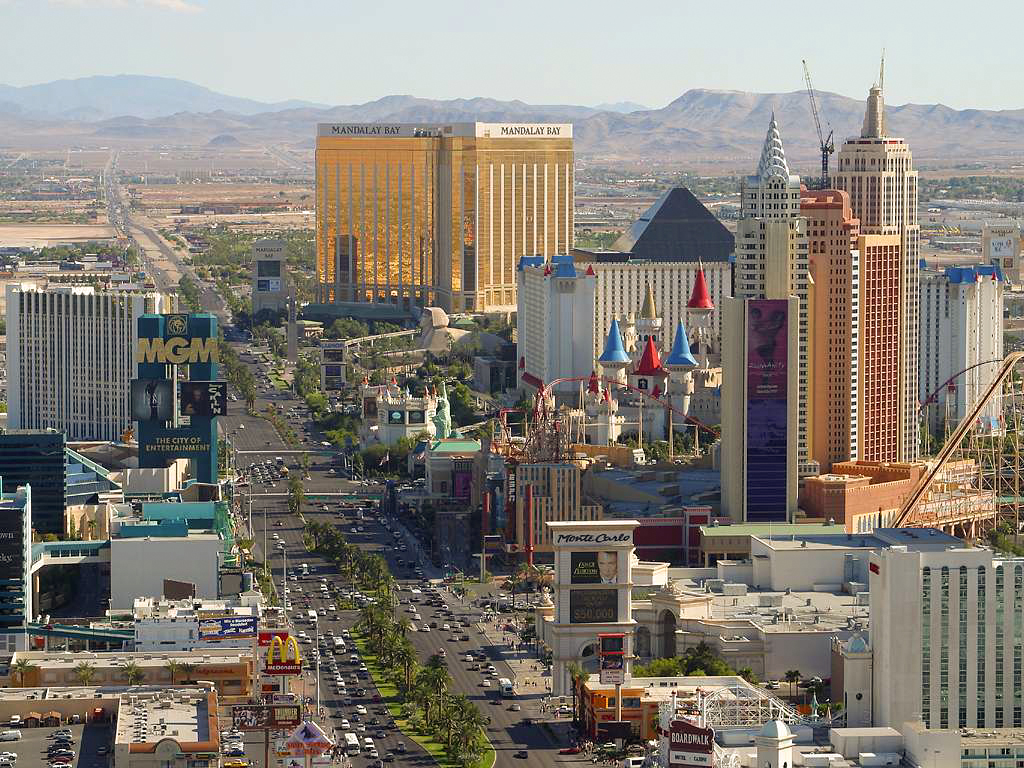
Las Vegas ist mit 641.676 Einwohnern die größte Stadt in Nevada.

Stand 1. Juli 2017
| Rang | Stadt           | County        | Einwohnerzahl |
| ---- | --------------- | ------------- | ------------- |
| 1    | Las Vegas       | Clark County  | 641.676       |
| 2    | Henderson       | Clark County  | 302.539       |
| 3    | Reno            | Washoe County | 248.853       |
| 4    | North Las Vegas | Clark County  | 242.975       |
| 5    | Paradise        | Clark County  | 235.000       |
| 6    | Sunrise Manor   | Clark County  | 220.000       |
| 7    | Spring Valley   | Clark County  | 215.000       |
| 8    | Enterprise      | Clark County  | 135.000       |
| 9    | Sparks          | Washoe County | 100.888       |
| 10   | Carson City     |               | 54.745        |
| 11   | Whitney         | Clark County  | 46.000        |
| 12   | Pahrump         | Nye County    | 38.900        |
| 13   | Elko            | Elko County   | 20.451        |
| 14   | Fernley         | Lyon          | 19.863        |
| 15   | Mesquite        | Clark County  | 18.541        |
| 16   | Boulder City    | Clark County  | 15.971        |